# Александру Мошану
Александру Мошану (19 липня 1932 , Браніште, Белць (жудець), Румунське королівство  — 7 грудня 2017 , Бухарест ) — молдавський політик, учений-історик. В радянський час його ім'я звучало як Олександр Костянтинович Мошану.

## Життєпис
Народився в селі Браніште Румунського королівства (тепер Ришканський район, Молдова). У 1990—1993 роках був першим спікером Парламенту Республіки Молдова. Він також був одним із співавторів Декларації незалежності Молдови 1991 року.
Мошану є автором понад 100 робіт із історії Молдови і Румунії. Його найважливішим внеском як автора є дослідження румунської історіографії, опубліковане в Москві у 1988 році. У 1993 році став почесним іноземним членом Румунської академії. Із 2002 по 2005 рік Мошану був почесним головою Соціал-ліберальної партії. Був лідером Демократичного форуму румунів у Молдові.
Мошану помер 7 грудня 2017 року в Бухаресті та був похований в Кишиневі.